# Текелю (приток Аккема)
Текелю́ (алт. Текелӱ — «имеющий козлов», «с козлами») — река в России, протекает по Усть-Коксинскому району РеспубликиАлтай. Устье реки находится в 22 км по правому берегу реки Аккем. Длина реки составляет 13 км.
На реке имеется несколько водопадов, крупнейший из которых — водопад Текелю, расположенный недалеко от устья реки и имеющий высоту 60 м. является одним из самых высоких на Алтае.

## Данные водного реестра
По данным государственного водного реестра России относится к Верхнеобскому бассейновому округу, водохозяйственный участок реки — Катунь, речной подбассейн реки — Бия и Катунь. Речной бассейн реки — (Верхняя) Обь до впадения Иртыша.